# Jerzy Kopaczewski
Jerzy Franciszek Kopaczewski (ur. 8 lipca 1945 w Hanowerze) – polski polityk, lekarz kardiolog, senator II, III i IV kadencji.

## Życiorys
W 1969 ukończył studia na Wydziale Lekarskim Akademii Medycznej w Białymstoku. Uzyskał specjalizacje II stopnia z zakresu chorób wewnętrznych, gastroenterologii i kardiologii.
Od 1969 do 1984 pracował w Szpitalu Wojewódzkim we Włocławku, następnie przez dwa lata pełnił funkcję ordynatora oddziału wewnętrznego w szpitalu w Lipnie. W 1987 powrócił do szpitala we Włocławku, od tego czasu zajmuje stanowisko ordynatora Oddziału Kardiologicznego tej jednostki.
W latach 1991–2001 sprawował mandat senatora II, III i IV kadencji, wybranego z listy Sojuszu Lewicy Demokratycznej w województwie włocławskim, w 2001 bezskutecznie ubiegał się o reelekcję z ramienia PPS. W pierwszych latach pełnienia mandatu senatora był bezpartyjny, potem należał do Polskiej Partii Socjalistycznej, w 2004 przystąpił do Socjaldemokracji Polskiej. W latach 1998–2006 zasiadał we włocławskiej radzie miejskiej, w kolejnych wyborach samorządowych nie został ponownie wybrany. Bez powodzenia kandydował także w wyborach parlamentarnych w 2005 do Sejmu z listy SDPL, w przedterminowych wyborach w 2007 do Senatu z ramienia koalicji Lewica i Demokraci, w eurowyborach w 2009 z listy koalicji Porozumienie dla Przyszłości, a w wyborach samorządowych w 2018 ponownie do rady Włocławka z listy koalicji SLD Lewica Razem.
Odznaczony Złotym Krzyżem Zasługi (2002).